# 건라임

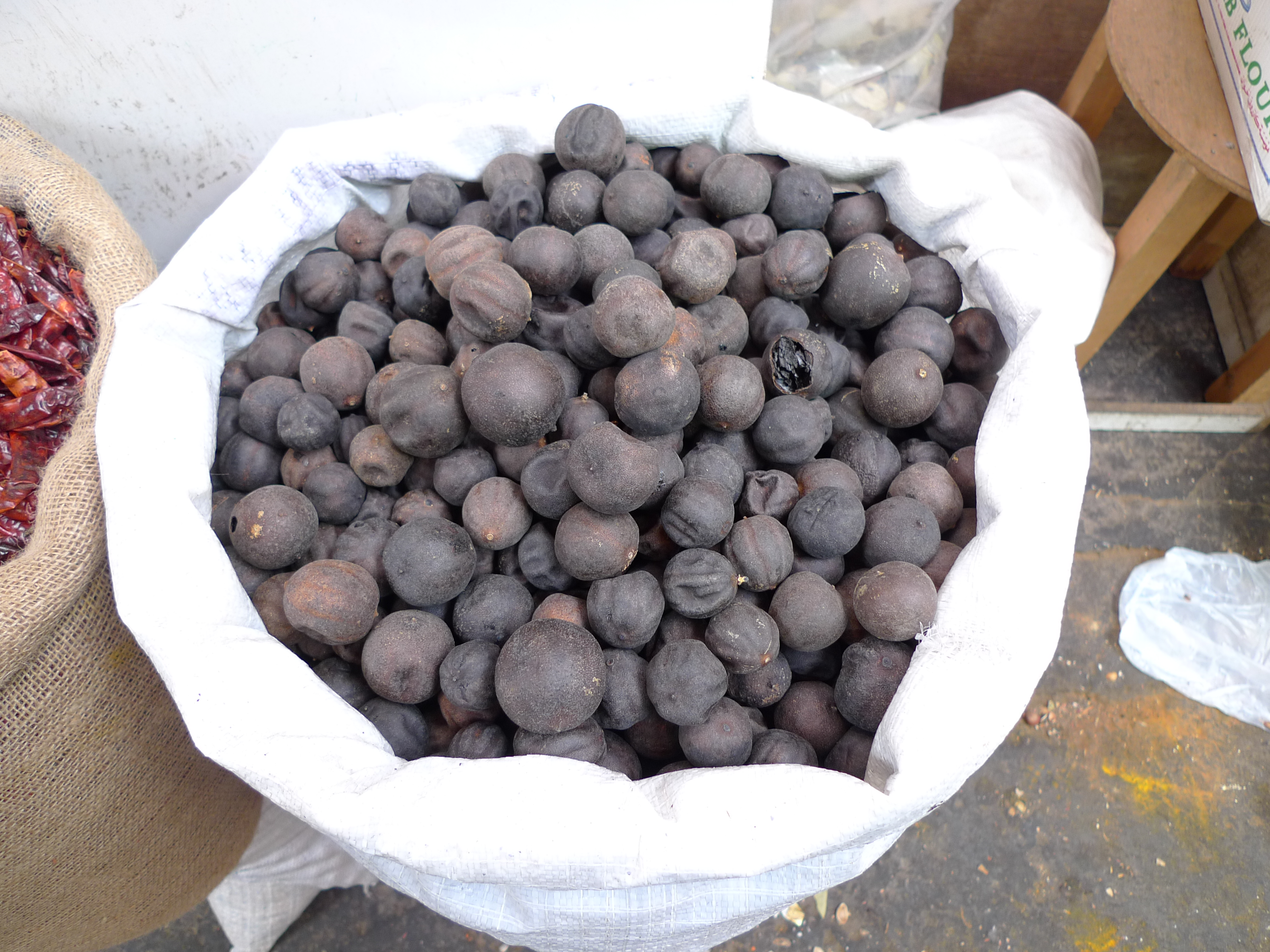
바레인의 한 시장에서 파는 건라임

건라임(乾lime) 또는 루미(오만 아랍어: لومي)는 오만, 이라크, 이란 등 페르시아만 지역을 비롯한 중동에서 널리 사용하는 향신료이다. 라임을 햇볕에 말려 만든다.

## 이름
아랍어로 흑레몬(ليمون أسود 라이문 아스와드[*])이나 건라임(ليم مجفف 라임 무잡피프[*])이라 불리기도 하지만, 지역에 따라 부르는 이름이 다르다. 그 중 오만의 루미(لومي)가 널리 알려져 있다. 이라크에서는 "바스라 레몬"이라는 뜻의 누미 바스라(نومي بصرة)라 부르며, 이란에서는 "오만 레몬"이라는 뜻의 페르시아어 리무 아마니(لیمو عمانی)라 부른다.

## 쓰임새
건라임은 신맛을 내는 재료로 쓰인다. 이란에서는 주로 국물 요리에 쓰이며, 다른 페르시아 만 지역에서는 생선 요리에 자주 쓰인다. 건라임을 "하미드(حامض→(맛이) 신)"라 불리는 따뜻한 음료로 만들어 마시기도 하며, 가루를 낸 것은 배합 향신료인 바하라트 등에 쓰인다.

## 사진 갤러리

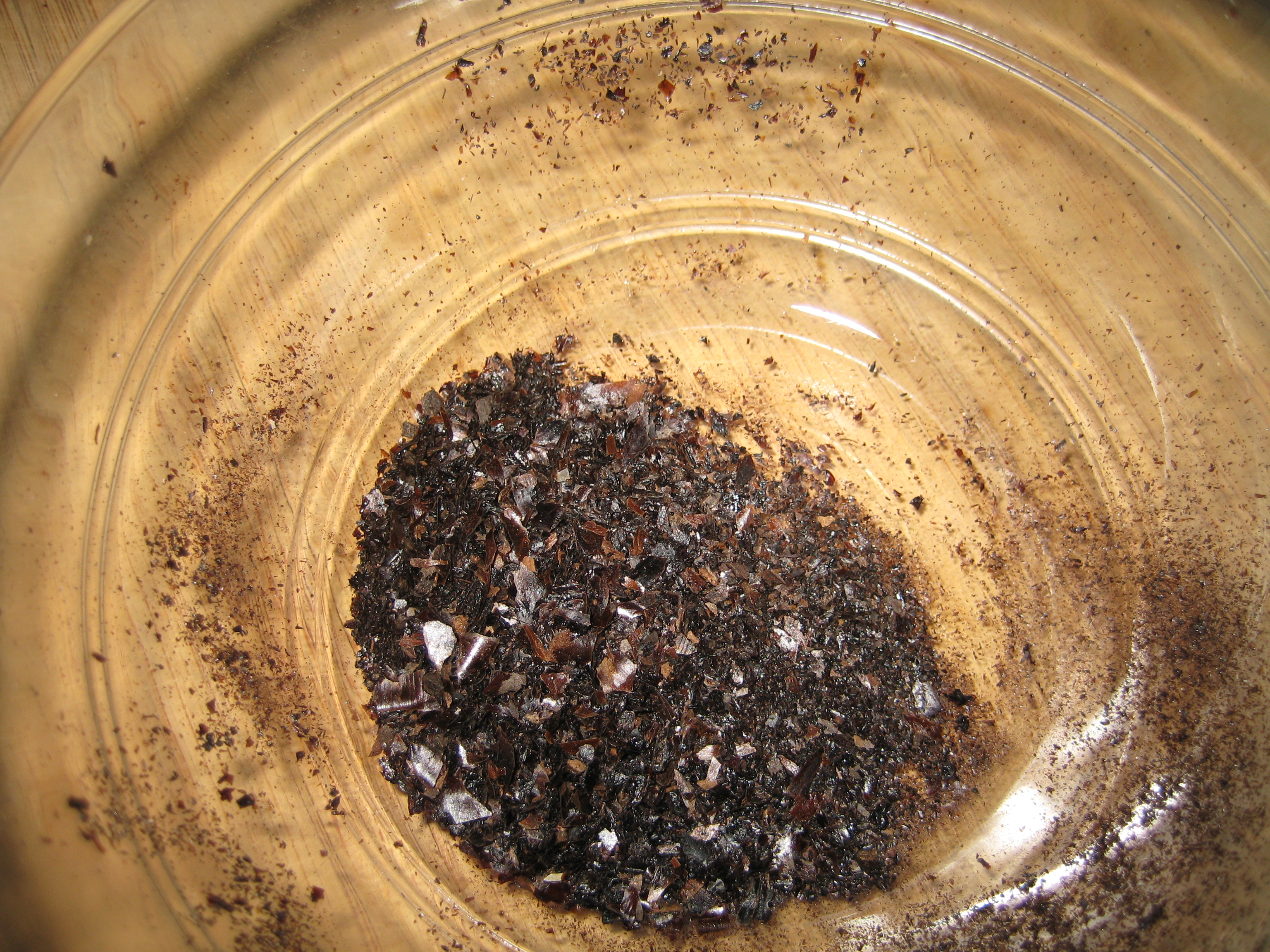
건라임가루
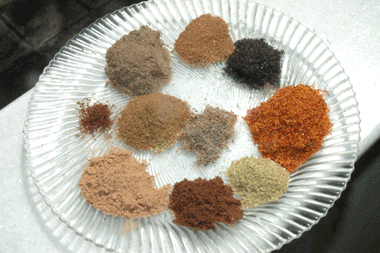
바하라트의 재료인 건라임(1시 방향)